# Miranda - A Tempestade
Miranda - The Tempest (português: Miranda - A Tempestade ) é uma pintura do pintor inglês pré-rafaelita John William Waterhouse de 1916, 98 x 136 centímetros, óleo sobre tela. Mostra Miranda da peça de William Shakespeare, A Tempestade . O trabalho, atualmente, está em uma coleção particular.

## Tema
Miranda é uma personagem de A Tempestade, uma peça de William Shakespeare . Ela é filha de Prospero . Depois de ser deposto pelo irmão Antonio como o legítimo duque de Milão, Prospero passa o tempo todo em uma pequena ilha onde ele completa suas artes mágicas. Após doze anos de estudo, ele está pronto para derrotar seus inimigos e quando o destino aproxima o navio de Antonio da costa da ilha, Prospero desencadeia uma forte tempestade com sua magia, da qual a peça leva seu título.
Miranda acompanha o pai o tempo todo de sua estadia na ilha. Ela levou uma vida extremamente protegida lá e se tornou um pouco de estrangeira. Ela também tem uma forte tendência a se apegar emocionalmente. Ao ver seu pai, Prospero, evocar a forte tempestade, ela se sente emocionalmente ligada ao destino dos naufrágios:
Eu sofri
Com aqueles que eu vi sofrer! (I.ii.5-6)
É essa cena que Waterhouse retrata em seu trabalho de pintura.

## A pintura
Já no início de sua carreira, em 1875, Waterhouse fez uma pintura sobre o tema de Miranda, de Shakespeare. Neste trabalho inicial, ele a retrata com uma túnica clássica que parece ter sido tirada da escultura grega clássica. Ele mostra seu desejo em uma pedra, enquanto ela olha para o mar calmo, mesmo antes do início da ação, o que pode ser chamado de incomum. Ao longe, vemos uma vela. O céu está começando a ameaçar.
No final de sua carreira, em 1916, um ano antes de sua morte, Waterhouse volta a esse tema em dois trabalhos quase idênticos, dos quais o discutido aqui é o maior. A semelhança básica na composição torna ainda mais marcantes as diferenças com seu antigo Miranda. Onde a tempestade em sua versão de 1875 ainda precisa continuar, nas versões de 1916, ela explodiu com força total. O navio está agora perto da costa e está balançando sobre as ondas espumosas. O vento sopra firmemente entre os cabelos e as roupas soltas de Miranda, que agora são mais do estilo habitual na época de Shakespeare. As dobras pesadas e as cores profundas de sua túnica, com os detalhes em vermelho de seu vestido deslizante, correspondem ao ambiente e melhoram o drama. Miranda se afasta do espectador em um quarto de perfil, acentuando seu envolvimento no desastre.
A versão de Miranda discutida aqui foi a primeira das duas que Waterhouse pintou em 1916 e ainda foi exibida na Royal Academy of Arts durante sua vida. A versão menor foi exibida em 1917, logo após sua morte. Desde a sua conclusão e primeira exposição na Royal Academy, a versão inicial de 1875 só era conhecida na forma de uma pequena reprodução, até que o trabalho foi redescoberto em 2004 em uma coleção particular da Escócia . Lá, foi adquirida pela concessionária de arte de Bonham e revendida para um colecionador particular. Em 2015, foi alvo de críticas na Sotheby's e levantou £ 581.000.

## Galeria

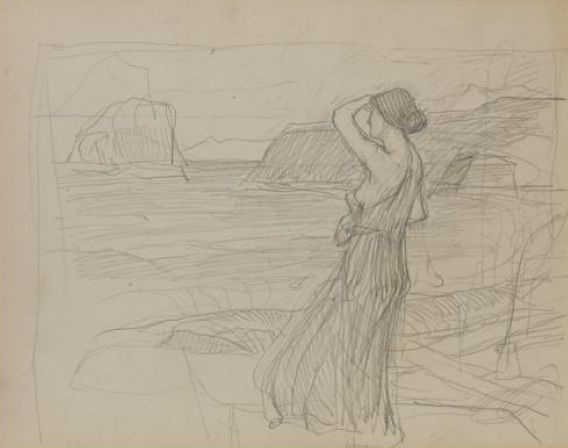
Estudo, 1916, 22 x 18 cm.
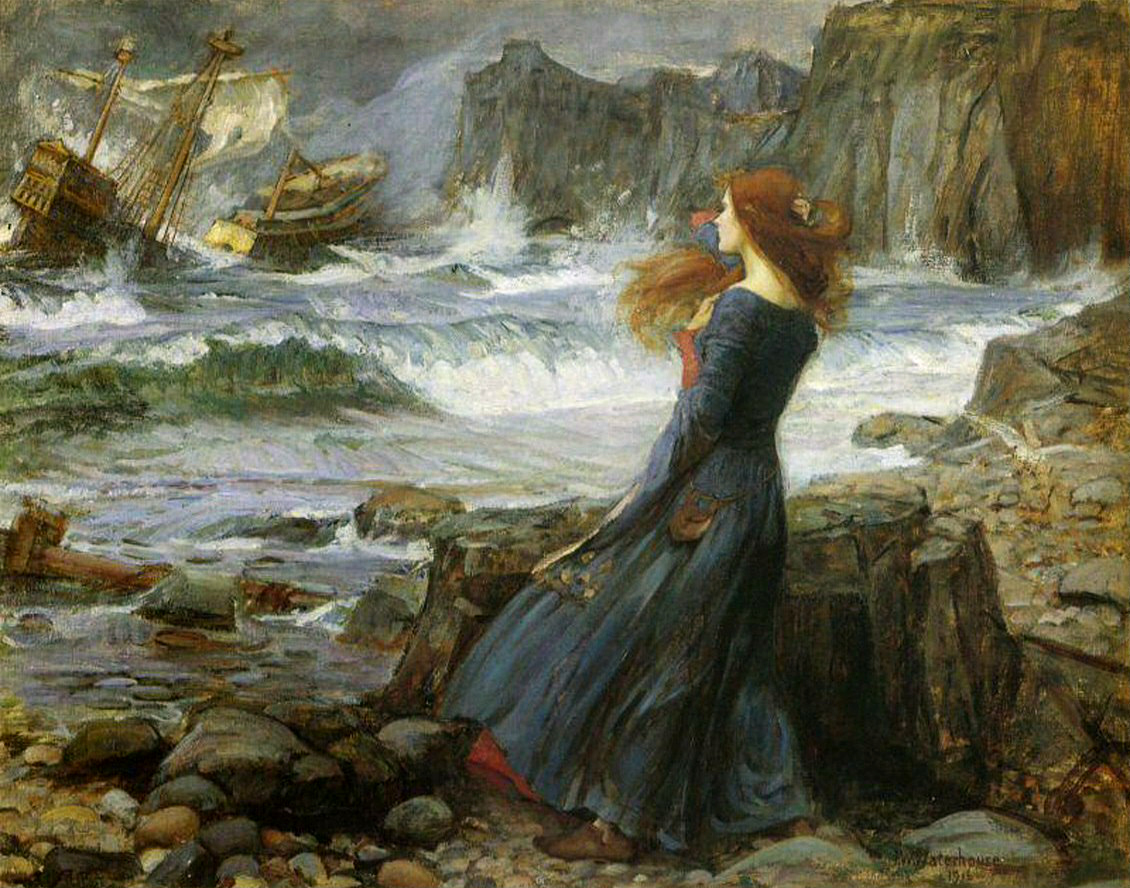
Tweede - kleinere- versie uit 1916, 47,5 x 60 cm., privécollectie Nicky en Roma Ryan
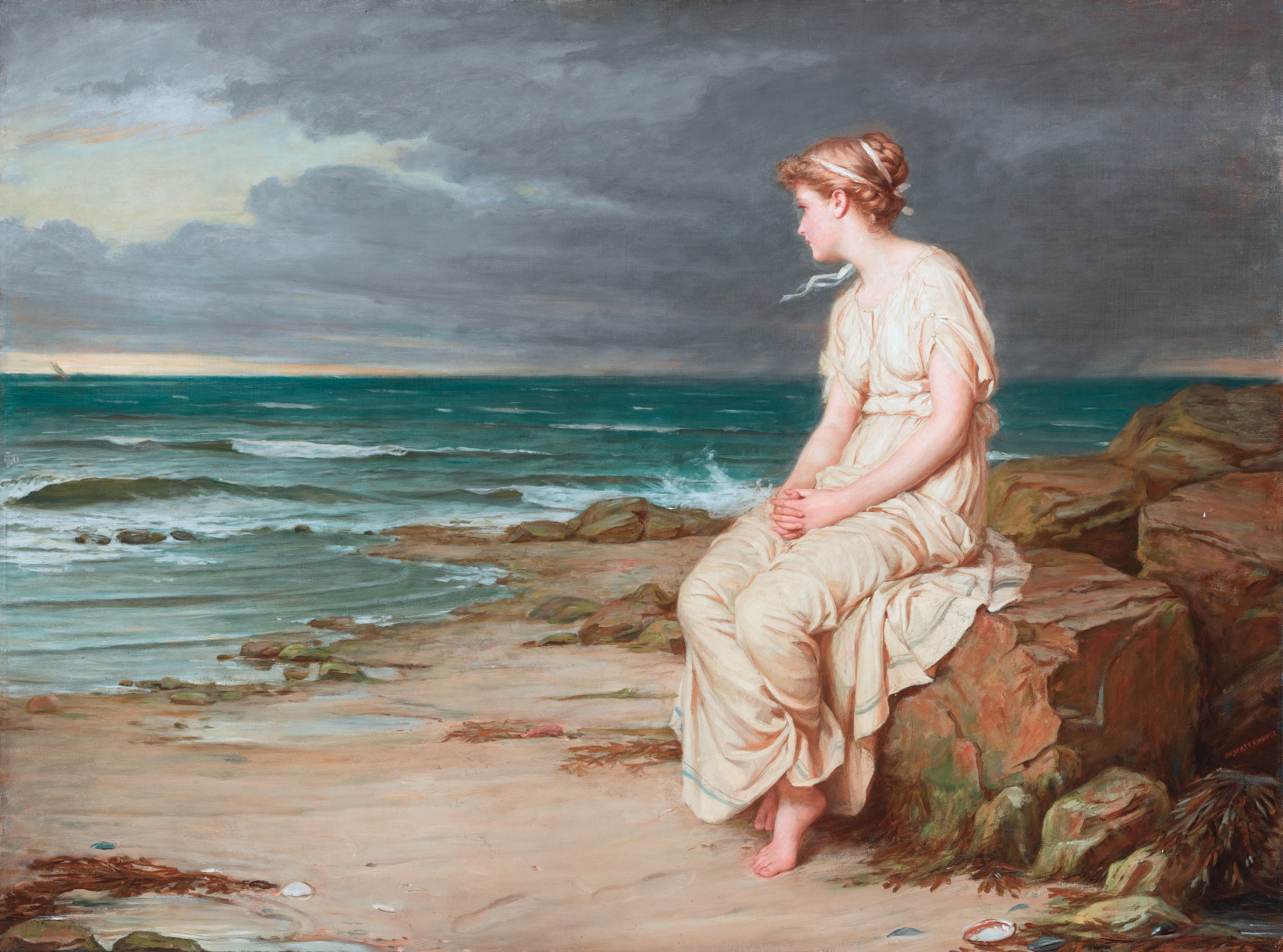
Versão de 1875, 30,5 × 38,1 cm, coleção particular Robert e Ann Wiggins

## Literatura e fonte
- Peter Trippi, Elisabeth Prettejohn e outros: JW Waterhouse; enfeitiçado por mulheres . Museu Groninger, Academia Real de Artes, Museu de Belas Artes de Montreal, 2010, páginas 70-71 e 192-193. ISBN 9789085864837